# 竜柏新村駅
座標: 北緯31度10分43秒 東経121度21分56秒 / 北緯31.17861度 東経121.36556度
龍柏新村駅（りょうはくしんそんえき）は上海市閔行区に位置する上海地下鉄10号線支線の駅である。

## 歴史
- 2010年4月10日 - 開業。

## 隣の駅
上海軌道交通
■10号線支線
龍渓路駅 - 龍柏新村駅 - 紫藤路駅